# 573 Recha
573 Recha
573 Recha là một tiểu hành tinh ở vành đai chính, thuộc nhóm tiểu hành tinh Eos.
Tiểu hành tinh này do Max Wolf phát hiện ngày 19.9.1905 ở Heidelberg, và được đặt theo tên Recha, nhân vật trong vở kịch Nathan the Wise của Gotthold Ephraim Lessing, một nguồn khác cho rằng nó được đặt theo tên thành phố Recha của Palestine